# 杵築警察署
杵築警察署（きつきけいさつしょ）は、かつて大分県にあった大分県警察が管轄する警察署のひとつである。

## 概要
2005年（平成17年）9月まで、（旧）杵築市と西国東郡大田村を管轄していた。同年10月1日、（旧）杵築市、大田村および速見郡山香町が合併し、新たに杵築市が発足。旧山香町を除く杵築市が管轄区域となった（旧山香町は日出警察署が管轄）。
2012年4月1日に、当署と日出警察署とを統合して、日出警察署の位置に杵築日出警察署が設置され、当署の位置には杵築幹部交番が設置された。

## 沿革
- 1878年（明治11年）11月 - 設置。
- 1954年（昭和29年）7月1日 - 大分県警察発足に伴い、大分杵築警察署となる。
- 2005年（平成17年）10月1日 - 杵築市、西国東郡大田村、速見郡山香町が合併し、新たに杵築市となったことに伴い、旧大田村を管轄に加える。
- 2012年（平成24年）4月1日 - 当署と日出警察署を統合して杵築日出警察署を設置。

## 交番・駐在所
- 八坂警察官駐在所 - 杵築市大字本庄196-1
- 大田警察官駐在所 - 杵築市大田石丸1073

## アクセス
- 大分交通 杵築警察署前停留所にて下車
- JR九州日豊本線 杵築駅から約5km